# Кобэм, Томас
Томас Кобэм (англ. Thomas Cobham; ок. 1255, Кент — 27 августа 1327) — избранный архиепископ Кентерберийский (1313) и епископ Вустерский (1317—1327).

## Биография
Томас Кобэм родился в Кенте около 1255 года. Сын кентского рыцаря, получил степень магистра искусств в Парижском университете, доктора канонического права — в Оксфордском и доктора теологии — в Кембриджском университете (в 1314 году). Сделал карьеру учёного и дипломата.
В 1313 году за несколько месяцев до смерти архиепископа Кентербери Роберта Уинчелси папа римский Климент V издал буллу, которой присваивал себе право назначения его преемника. После смерти архиепископа кентерберийские монахи избрали на его кафедру архидиакона Льюиса Томаса Кобэма. Король Англии Эдуард II обратился к папе с ходатайством в пользу своего старого друга епископа Вустерского Уолтера Рейнольдса. Папа выполнил его просьбу, отменив избрание Кобэма, но современные событиям хронисты осудили сделку между монархом и Святым престолом, заподозрив проявление симонии.
Спустя четыре года, в 1317 году Томас Кобэм получил кафедру епископа Вустерского и служил там до своей смерти 27 августа 1327 года.
Своей последней волей в завещании передал Оксфордскому университету коллекцию книг, ставшую основой знаменитой Бодлианской библиотеки.